# Mutis
Mutis o Hernebja (nom egipci), va ser un sobirà de la dinastia XXIX d'Egipte, segons Manethó, que va governar circa 392 aC.
Eusebi de Cesarea, copiant a Manethó, situa com cinquè rei a «Muzis», al darrere de Neferites I, i comenta que va regnar un any, encara que a la versió armènia del seu epítom és el quart rei, i està situat entre Psammutes i Neferites, denominant-lo Mutis.
El seu nom no apareix a la llista de Sextus Julius Africanus.
També figura a la Crònica Demòtica, encara que la llista B cita després de Neferites I «al seu fill», sense aportar el seu nom.
A la mort de Neferites I es van formar dues faccions, cada una amb un pretendent al tron: Mutis i Psamutis; és possible que després d'alguns mesos de regnat el primer va ser desposseït pel segon, que aconsegueix romandre en el tron solament un any.